# Sphegina nigrapicula
Sphegina nigrapicula är en tvåvingeart som beskrevs av Huo, Ren och Zheng 2007. Sphegina nigrapicula ingår i släktet midjeblomflugor, och familjen blomflugor. Inga underarter finns listade i Catalogue of Life.